# Natnael Mebrahtom
Natnael Mebrahtom Andu, né le 1er novembre 1998, est un coureur cycliste érythréen.

## Biographie
En 2016, Natnael Mebrahtom termine troisième du championnat d'Érythrée du contre-la-montre juniors (moins de 19 ans). 
Lors du Tour du Rwanda 2017, il réalise quatre tops 10 et remporte le classement général. L'année suivante, il s'impose sur la première étape du Tour de l'Espoir, manche de la Coupe des Nations U23. 

## Palmarès
- 2016
  - 3e du championnat d'Érythrée du contre-la-montre juniors
- 2018
  - 1re étape du Tour de l'Espoir
- 2019
  - 1re (contre-la-montre par équipes) et 4e étapes du Tour de l'Espoir
  - 2e du Tour de l'Espoir
  -  Médaillé d'argent du contre-la-montre par équipes aux Jeux africains

## Classements mondiaux
| Année                                 | 2018  | 2019 |
| ------------------------------------- | ----- | ---- |
| Classement mondial                    | 1936e | 603e |
| UCI Africa Tour                       | 133e  | 27e  |
|                                       |       |      |
| Légende : nc = non classéSource : UCI |       |      |